# Rodrigo Tarín
Rodrigo Tarín, né le 5 juillet 1996 à Chiva en Espagne, est un footballeur espagnol qui évolue au poste de défenseur central.

## Biographie

### En club

#### Jeunesse et formation
Natif de Chiva, dans la province de Valence en Espagne, Rodrigo Tarín est formé par le Valence CF avant de rejoindre en 2011 le FC Barcelone et d'être intégré à La Masia, où il devient un élément important des équipes de jeunes. En novembre 2016 il subit une blessure au genou qui le tient éloigné des terrains pendant six mois ce qui freine sa progression, et il fait son retour en mai 2017.

#### CD Leganés
Le 27 juin 2018, le CD Leganés annonce le transfert de Rodrigo Tarín pour un contrat de trois saisons. Ironie du sort, Tarín joue son premier match en Liga en étant titularisé contre son ancien club, le FC Barcelone, le 26 septembre 2018. Leganés réalise l'exploit de remporter la partie (2-1).

#### Real Oviedo
Le 31 janvier 2022, dernier jour du mercato hivernal, Rodrigo Tarín s'engage en faveur du Real Oviedo pour un contrat de trois ans et demi,.
Il inscrit son premier but pour le Real Oviedo le 13 janvier 2023, lors d'une rencontre de championnat face au Deportivo Alavés. Titulaire, il donne la victoire à son équipe en étant le seul buteur du match.
Touché au genou gauche, il est opéré en mars 2023 ce qui met fin à sa saison 2022-2023. Toujours pas remis de sa blessure, le défenseur subit une nouvelle arthroscopie du genou gauche en janvier 2024, et ne joue pas une seule minute de jeu lors de la saison 2023-2024.
Ne s'étant jamais remis de sa blessure au genou gauche, Rodrigo Tarín annonce officiellement la fin de sa carrière professionnelle en février 2025. Il est alors âgé de seulement 28 ans.

### En sélection
Rodrigo Tarín joue sept matchs avec l'équipe d'Espagne des moins de 17 ans de 2012 à 2013. Il marque notamment un but, le 23 janvier 2013 contre l'l'Italie, permettant à son équipe de s'imposer (0-1 score final) et officie à deux reprises comme capitaine avec cette sélection.